# Crepis biennis
La radichiella dei prati (nome scientifico Crepis biennis L., 1753)  è una pianta angiosperma dicotiledone della famiglia delle Asteraceae.

## Etimologia
L'etimologia del nome generico (Crepis) non è molto chiara. In latino Crèpìs significa pantofola, sandalo e i frutti, di alcune specie di questo genere, sono strozzati nella parte mediana ricordando così (molto vagamente) questo tipo di calzare. Inoltre lo stesso vocabolo nell'antica Grecia indicava il legno di Sandalo. Non è chiaro quindi, perché Sébastien Vaillant (botanico francese, 1669 - 1722) abbia scelto proprio questo nome per indicare il genere della presente specie. L'epiteto specifico (biennis) deriva dal ciclo biologico della pianta; mentre quello comune (“radichiella dei prati”) è dovuto alla larga diffusione di questa specie e naturalmente alle zone dove più facilmente si trova.
Il primo inserimento di questa pianta nei cataloghi botanici è dovuto al biologo e scrittore svedese, considerato il padre della moderna classificazione scientifica degli organismi viventi, Carl von Linné (Rashult, 23 maggio 1707 – Uppsala, 10 gennaio 1778) nel 1753.
I francesi chiamano questa pianta con il nome di Crépide bisannuelle, ma anche Chicorée jaune; mentre i tedeschi la chiamano: Wiesen-Pippau; e gli inglesi la chiamano Rough Hawk's-Beard.

## Descrizione

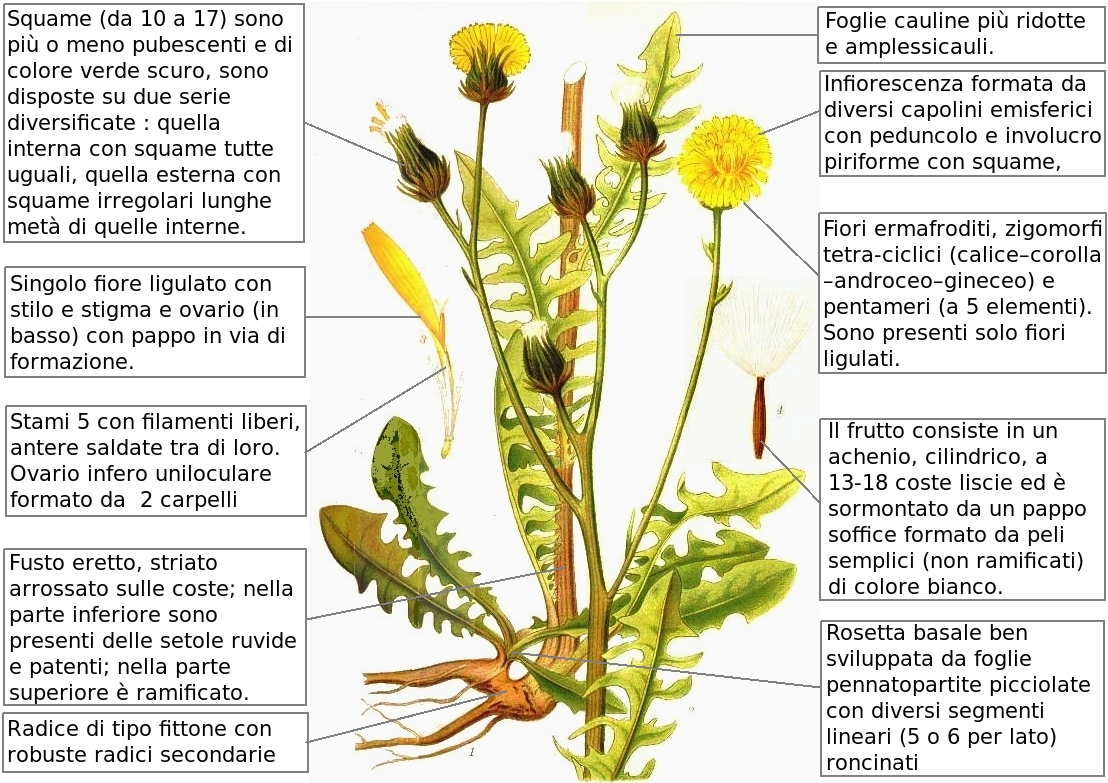
Descrizione delle parti della pianta

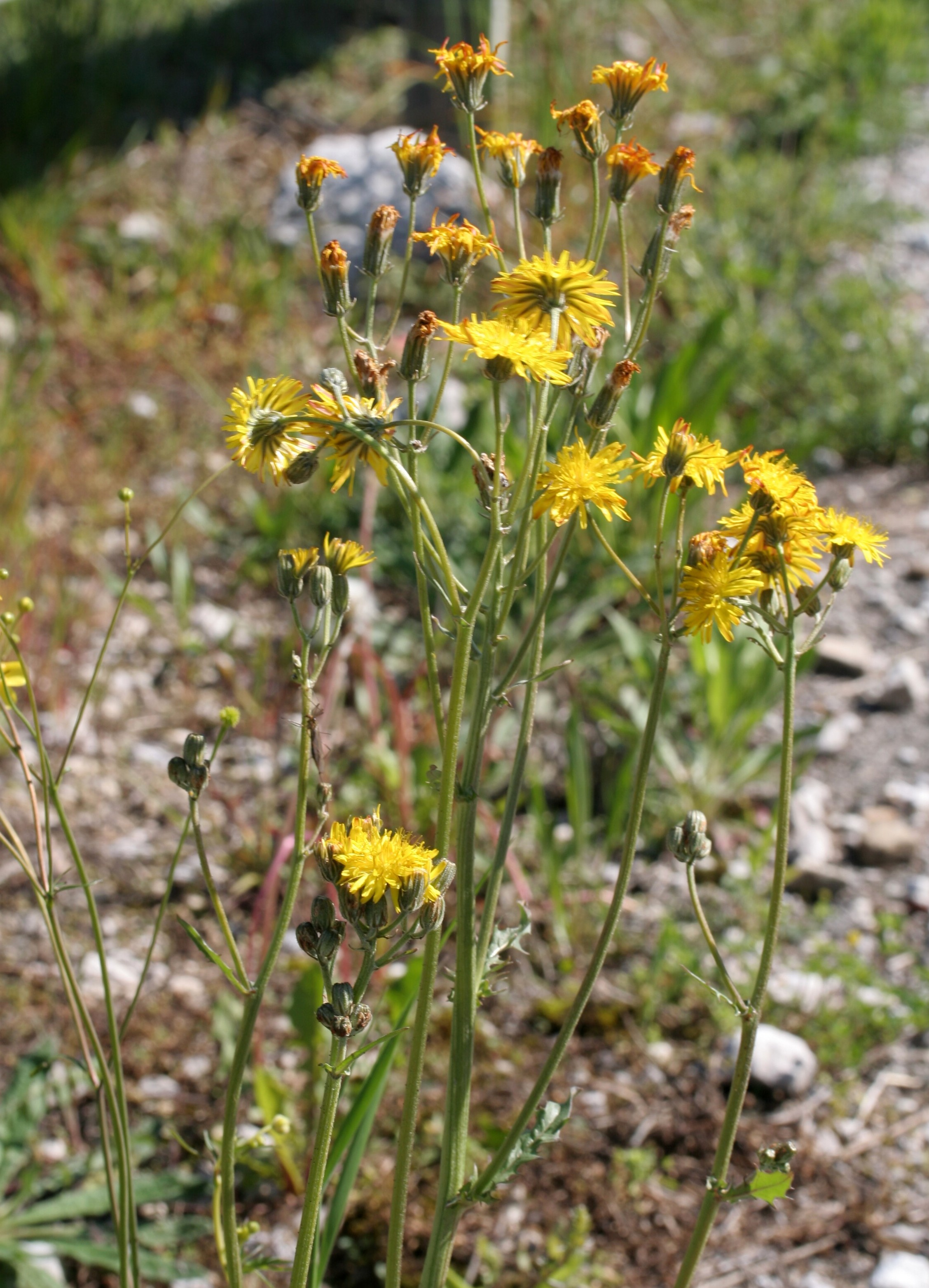
Il portamento
Località Visome (BL), 350 m s.l.m. - 6/5/2008

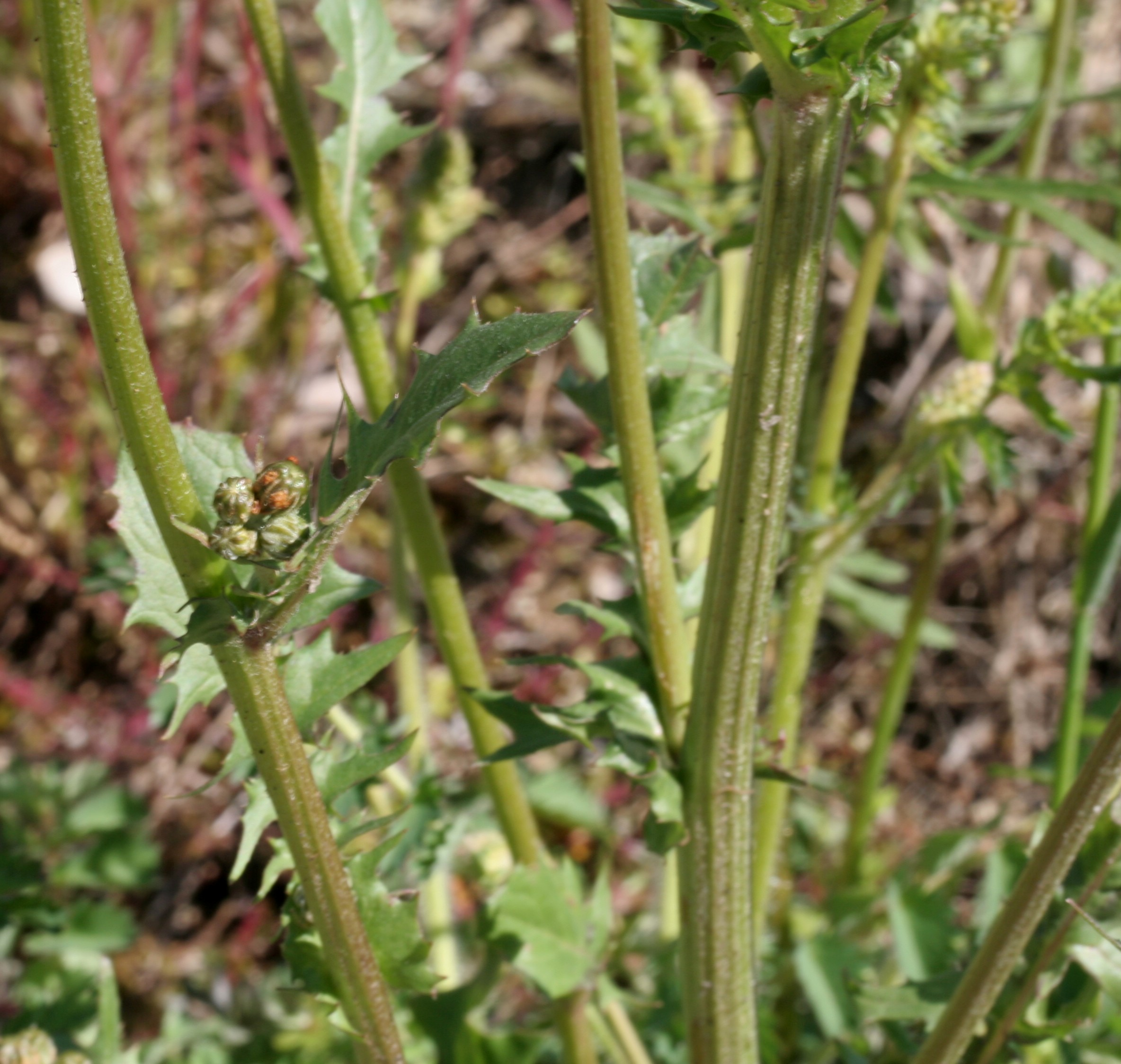
Fusto striato e arrossato
Località Visome (BL), 350 m s.l.m. - 6/5/2008

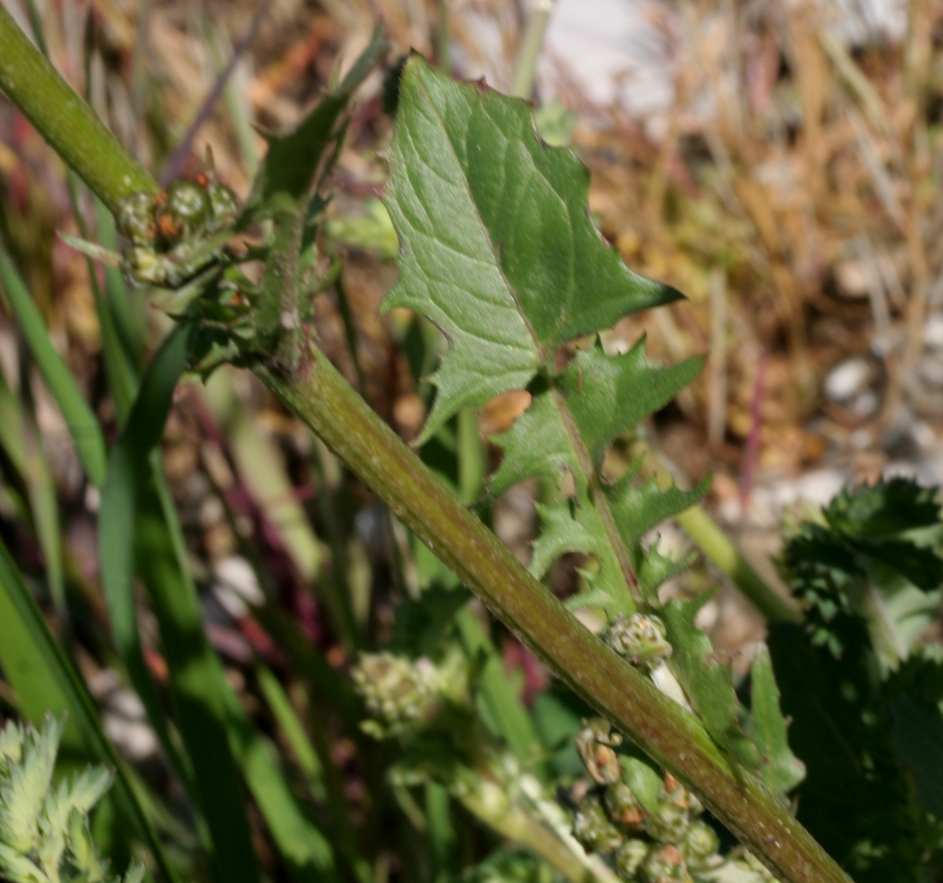
Foglia
Località Visome (BL), 350 m s.l.m. - 6/5/2008

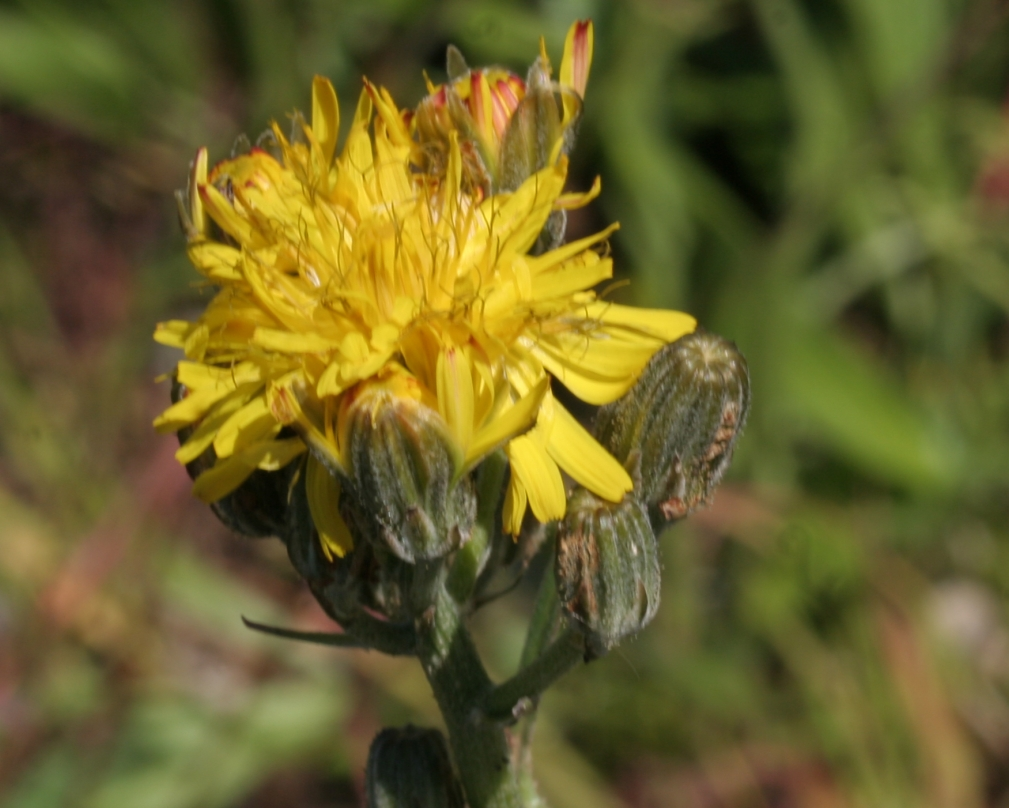
Capolino
Località Visome (BL), 350 m s.l.m. - 6/5/2008

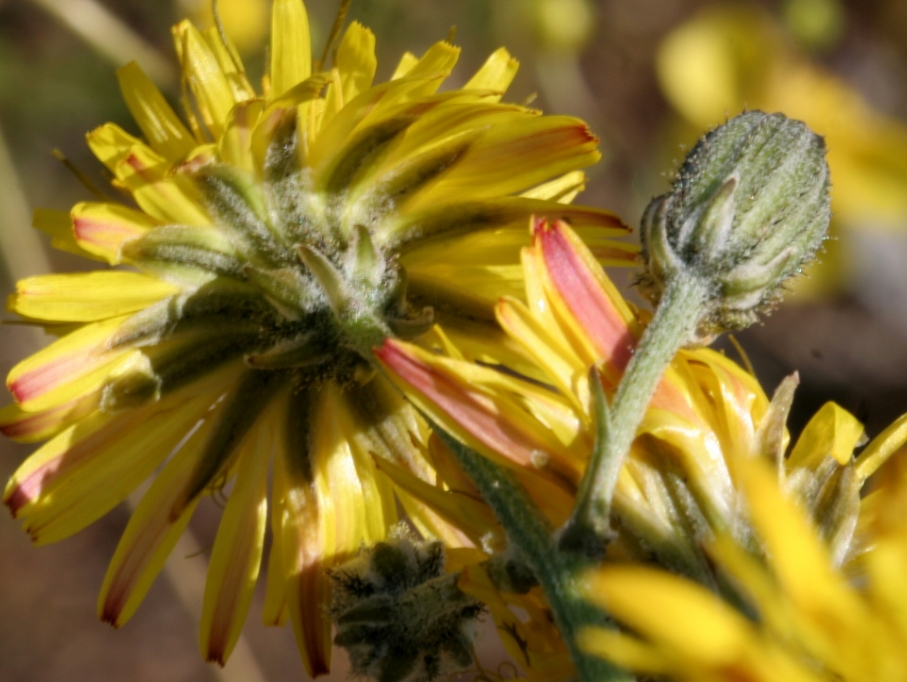
Involucro con 2 serie di squame
Località Visome (BL), 350 m s.l.m. - 6/5/2008

Habitus. La pianta di questa specie è una erbacea bienne. La forma biologica è emicriptofita bienne (H bienn), ossia sono piante con gemme svernanti al livello del suolo e protette dalla lettiera o dalla neve, con ciclo vitale biennale. Gli steli contengono abbondante latice amaro.
Radici. La radice è del tipo a fittone (corto) e con robuste radici secondarie.
Fusto. Il fusto è eretto, striato (eventualmente arrossato sulle coste); nella parte inferiore sono presenti delle setole ruvide e patenti; nella parte superiore è ramificato. Gli scapi fiorali sono cavi e afilli; possono originare direttamente dal rizoma. Queste piante raggiungono i 120 cm di altezza (altezza media 30 – 60 cm).
Foglie. Le foglie si dividono in basali e cauline.
- Foglie basali: la rosetta basale è presente alla fioritura ed è ben sviluppata con foglie pennatopartite picciolate con diversi segmenti lineari (5 o 6 per lato) leggermente roncinati; spesso è presente una zona centrale indivisa. Dimensione della lamina: larghezza 2 – 5 cm; lunghezza 6 – 20 cm. Larghezza dei segmenti: 2 – 4 mm. Zona centrale indivisa: larghezza 6 – 12 mm.
- Foglie cauline: quelle cauline sono molto più ridotte rispetto alle basali e sono amplessicauli. Le foglie lungo il caule sono disposte in modo alterno.

Infiorescenza. L'infiorescenza è formata da diversi capolini emisferici ed è di tipo corimboso. La struttura dei capolini è quella tipica delle Asteraceae: un peduncolo sorregge un involucro piriforme formato da 2 serie di squame, che fanno da protezione al ricettacolo sul quale s'inseriscono due tipi di fiori: quelli esterni ligulati e quelli interni tubulosi (in questo caso sono assenti). Le squame (da 10 a 17) sono più o meno pubescenti e di colore verde scuro, sono disposte su due serie diversificate: quella interna con squame tutte uguali e pubescenti su entrambe le facce, quella esterna con squame irregolari lunghe metà o più di quelle interne. Il ricettacolo  è privo di setole o pagliette. Il colore dei fiori è giallo. Dimensione dell'involucro: larghezza 8 mm; lunghezza 10 mm. Diametro dei capolini : 25 – 35 mm.
Fiori. I fiori tutti ligulati, sono tetra-ciclici (ossia sono presenti 4 verticilli: calice – corolla – androceo – gineceo) e pentameri (ogni verticillo ha in genere 5 elementi). I fiori sono ermafroditi, fertili e zigomorfi.
- Formula fiorale:

*/x K {\displaystyle \infty }, [C (5), A (5)], G 2 (infero), achenio
- Calice: i sepali del calice sono ridotti ad una coroncina di squame.
- Corolla: le corolle sono formate da una ligula terminante con 5 denti (è la parte finale dei cinque petali saldati fra di loro). Il colore dei fiori è in prevalenza giallo. La superficie può essere sia pubescente che glabra. I fiori ligulati sono lunghi 12 – 17 mm.
- Androceo: gli stami sono 5 con filamenti liberi e distinti, mentre le antere sono saldate in un manicotto (o tubo) circondante lo stilo.[12] Le antere alla base sono prive di codette. Il polline è tricolporato.[13]
- Gineceo: lo stilo è filiforme. Gli stigmi dello stilo sono due divergenti e ricurvi con la superficie stigmatica posizionata internamente (vicino alla base).[14] L'ovario è infero uniloculare formato da 2 carpelli.
- Fioritura: da maggio a settembre.

Frutti. I frutti sono degli acheni con pappo. Il frutto consiste in un achenio chiaro (bruno-giallastro), cilindrico, a 13-18 coste lisce (si assottigliano verso l'alto) e sormontato da un pappo soffice formato da peli semplici (non ramificati) di colore bianco. Il becco è assente oppure molto più corto del corpo dell'achenio. Dimensione dell'achenio : 4 – 7,5 mm. Lunghezza del pappo : 5 – 7 mm.

## Biologia
- Impollinazione: l'impollinazione avviene tramite insetti (impollinazione entomogama tramite farfalle diurne e notturne).
- Riproduzione: la fecondazione avviene fondamentalmente tramite l'impollinazione dei fiori (vedi sopra).
- Dispersione: i semi (gli acheni) cadendo a terra sono successivamente dispersi soprattutto da insetti tipo formiche (disseminazione mirmecoria). In questo tipo di piante avviene anche un altro tipo di dispersione: zoocoria. Infatti gli uncini delle brattee dell'involucro si agganciano ai peli degli animali di passaggio disperdendo così anche su lunghe distanze i semi della pianta.

## Distribuzione e habitat

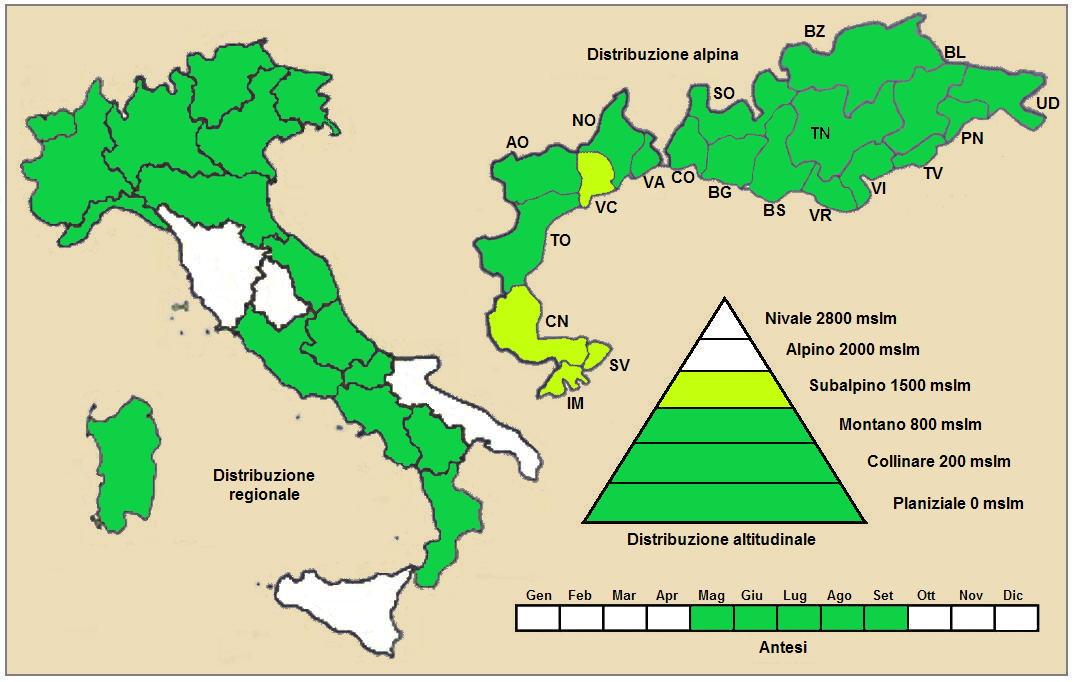
Distribuzione della pianta (Distribuzione regionale – Distribuzione alpina)

- Geoelemento: il tipo corologico (area di origine) è Centro-Europeo.
- Distribuzione: in Italia è comune su tutto il territorio (più rara al sud e nelle isole); fuori dall'Italia frequenta buona parte dei rilievi montani europei (i Pirenei, il Massiccio Centrale francese, la catena montuosa del Giura, i Vosgi, la Foresta Nera, i Balcani e i Carpazi) e pianure sottostanti.[16] In Europa è presente ovunque.[2]
- Habitat: l'habitat per questa pianta sono i prati grassi falciati e concimati; ma anche i bordi dei sentieri e zone più o meno umide temporaneamente inondate. Il substrato preferito è calcareo ma anche siliceo, con pH neutro e alti valori nutrizionali del terreno in ambiente mediamente umido.
- Distribuzione altitudinale: si trova dal piano fino ai 1.200 m s.l.m. (raramente sale fino ai 2.000 m s.l.m.); sui rilievi quindi frequenta il piano collinare, quello montano e in parte quello subalpino.

### Fitosociologia

#### Areale alpino
Dal punto di vista fitosociologico alpino la specie di questa scheda appartiene alla seguente comunità vegetale:
Formazione: comunità delle macro- e megaforbie terrestri
Classe: Molinio-Arrhenatheretea
Ordine: Arrhenatheretalia elatioris
Alleanza: Arrhenatherion elatioris

#### Areale italiano
Per l'areale completo italiano Crepis biennis appartiene alla seguente comunità vegetale:
Macrotipologia: vegetazione delle praterie.
Classe: Molinio-arrhenatheretea  Tüxen, 1937
Ordine: Arrhenatheretalia elatioris  Tüxen, 1931
Alleanza: Arrhenatherion elatioris Koch, 1926
Descrizione: l'alleanza Arrhenatherion elatioris fa riferimento a prati regolarmente falciati, almeno due volte l'anno (il loro abbandono conduce, spesso anche rapidamente, a fasi di incespugliamento), e concimati in modo non intensivo, su suoli relativamente profondi. Si tratta di comunità floristicamente ricche che sono distribuite dal fondovalle (alta pianura) ai 1000 (1500 m sui pendii soleggiati). L'alleanza Arrhenatherion elatioris è distribuita in Italia settentrionale, nell'Europa centrale atlantica e nelle aree alpine e caucasiche.

## Tassonomia
La famiglia di appartenenza di questa voce (Asteraceae o Compositae, nomen conservandum) probabilmente originaria del Sud America, è la più numerosa del mondo vegetale, comprende oltre 23.000 specie distribuite su 1.535 generi, oppure 22.750 specie e 1.530 generi secondo altre fonti (una delle checklist più aggiornata elenca fino a 1.679 generi). La famiglia attualmente (2021) è divisa in 16 sottofamiglie.
La Crepis biennis appartiene a un genere (Crepis) abbastanza numeroso comprendente dalle 200 alle 300 specie (secondo le varie classificazioni), diffuse soprattutto nell'emisfero boreale (Vecchio Mondo), delle quali quasi una cinquantina sono proprie della flora italiana.

### Filogenesi
Il genere di questa voce appartiene alla sottotribù Crepidinae della tribù Cichorieae (unica tribù della sottofamiglia Cichorioideae). In base ai dati filogenetici la sottofamiglia Cichorioideae è il terz'ultimo gruppo che si è separato dal nucleo delle Asteraceae (gli ultimi due sono Corymbioideae e Asteroideae). La sottotribù Crepidinae fa parte del "quarto" clade della tribù; in questo clade è in posizione "centrale" vicina alle sottotribù Chondrillinae e Hypochaeridinae.
La sottotribù è divisa in due gruppi principali uno a predominanza asiatica e l'altro di origine mediterranea/euroasiatica. Da un punto di vista filogenetico, all'interno della sottotribù, sono stati individuati 5 subcladi. Il genere di questa voce appartiene al subclade denominato "Crepis-Lapsana-Rhagadiolus clade", composto dai generi Crepis L., 1753, Lapsana L., 1753 e Rhagadiolus Juss., 1789. Dalle analisi Crepis risulta parafiletico (per cui la sua circoscrizione è provvisoria).
Nella "Flora d'Italia" le specie italiane di Crepis sono suddivise in 4 gruppi e 12 sezioni in base alla morfologia degli acheni, dell'involucro e altri caratteri (questa suddivisione fatta per scopi pratici non ha valore tassonomico). La specie di questa voce appartiene al Gruppo 3 (gli involucri dei capolini sono pubescenti per peli ghiandolari; gli acheni sono più o meno uniformi e senza un becco distinto ma con un apice progressivamente attenuato) e alla Sezione I (a volte i peli ghiandolari sono assenti).
I caratteri distintivi per la specie di questa voce sono:
- le foglie cauline sono sessili;
- gli involucri dei capolini sono pubescenti per peli ghiandolari (a volte sono assenti);
- il colore degli acheni è bruno-giallastro;
- gli acheni sono più o meno uniformi;
- gli acheni sono senza un becco distinto ma con un apice progressivamente attenuato;

Il numero cromosomico della specie è: 2n = 36 e 40.

### Specie simili
Allo stesso gruppo e sezione appartengono le seguenti specie:
- Crepis capillaris (L.) Wallr. - Radichiella capillare: prima dell'antesi i capolini sono eretti; l'involucro è lungo 5 – 8 mm; il ricettacolo è glabro; il colore dei frutti acheni è bruno-scuro e sono lunghi 1,5 - 2,5 mm.
- Crepis magellensis  F.Conti & Uzunov - Radichiella della Maiella: tutte le foglie sono basali; gli acheni hanno da 13 a 20 coste.
- Crepis mollis (Jacq.) Asch. - Radichiella pubescente: le brattee esterne dell'involucro sono lunghe meno della metà di quelle interne; gli acheni sono colorati di bruno-rossastro.
- Crepis biennis L. - Radichiella dei prati: l'infiorescenza è del tipo corimboso; le squame dell'involucro sono appena pelose e quelle esterne sono lunghe un po' più della metà di quelle interne; i fiori ligulati sono lunghi 12 – 18 mm.
- Crepis bithynica  Boiss.: le radici non sono stolonifere; i fusti sono densamente pubescenti; le foglie non sono carnose ma hanno dei peli ghiandolari.

Crepis biennis è un “comune” fiore giallo come tanti se ne vedono sui nostri prati che facilmente possono essere confusi con altri ad un primo sguardo distratto. Qui elenchiamo alcune specie (anche di altri generi) abbastanza simili che a volte differiscono per particolari anche poco evidenti come la struttura del ricettacolo, la forma dell'achenio o del pappo, oppure in modo più evidente dalla forma delle foglie:
- Chondrilla chondrilloides (Ard.) H.Karst.  - Condrilla falsa condrilla
- Crepis capillaris Wallr.  - Crepide capillare
- Crepis chondrilloides Jacq.  - Crepide falsa condrilla
- Crepis conyzifolia (Gouan) A.Kern.  - Crepide con foglie di coniza
- Crepis nicaeensis Pers.  - Crepide di Nizza
- Crepis mollis (Jacq.) Asch.  - Crepide molle
- Crepis paludosa (L.) Moench.  - Crepide di palude
- Crepis praemorsa (L.) Walther -  Crepide rosicchiata
- Crepis vesicaria subsp. taraxacifolia (Thuill.) Thell.  - Crepide con foglie di tarassaco
- Hieracium amplexicaule  L.  - Sparviere a foglie abbraccianti
- Hieracium caesium Fr.  - Sparviere bluastro
- Hieracium piloselloides Vill.  - Sparviere falsa pelosella
- Hieracium porrifolium L.  - Sparviere con foglie di porro
- Hieracium racemosum Wiild.  - Sparviere racemoso
- Leontodon autumnalis L.  - Dente di leone autunnale
- Picris hieracioides L.  - Picride falso sparviere

### Sinonimi
Sono elencati alcuni sinonimi per questa entità:
- Berinia biennis Sch.Bip.
- Brachyderea biennis  Sch.Bip.
- Crepis agrestis  Sadler ex DC.
- Crepis biennis var. americana  DC.
- Crepis biennis var. silviae  Yuksip
- Crepis gmelinii  Schultes
- Crepis laevigata  Dumort.
- Crepis lodomiriensis  Besser
- Crepis maritima  Boucher
- Crepis muricata  Gilib.
- Crepis sabauda  Balb. ex DC.
- Crepis scanensis  L. ex Froel.
- Crepis scepusiensis  Kit.
- Crepis transsilvanica  Schur
- Crepis tristis  Klokov
- Hedypnois biennis  Huds.
- Hieracium bienne  Hornem.
- Hieracium heterophyllum  Vuk.
- Limonoseris biennis  Peterm.

## Usi - Cucina
Le foglie basali, se raccolte prima della fioritura, possono essere usate come verdura cotta.